# سیتی، دانشگاه لندن
سیتی، دانشگاه لندن(به انگلیسی: City, University of London) یکی از معروف‌ترین دانشگاه‌های بریتانیا و موسسه عضو دانشگاه لندن است. دانشجویان این دانشگاه از ۱۶۰ کشور مختلف مشغول تحصیل هستند. سیتی، دانشگاه لندن دارای طیف وسیعی از رشته‌ها و دوره‌های مختلفی همچون مهندسی، ریاضیات، انفورماتیک، هنر، علوم تجربی، وکالت و بیزینس می‌باشد. مارگارت تچر، نخست‌وزیر پیشین بریتانیا از حزب محافظه‌کار، و تونی بلر، نخست‌وزیر دیگر پیشین از حزب کارگر، از فارغ‌التحصیلان این دانشگاه هستند..
سیتی، دانشگاه لندن یک دانشگاه تحقیقاتی عمومی است که در سال ۱۸۹۴ به عنوان مؤسسه نورتامپتون تأسیس و در سال ۱۹۶۶ با دانشگاه سلطنتی ادغام شد و سیتی، دانشگاه لندن به شکل امروزی شکل گرفت.
بیش از ۲۵٪ از کارکنان این دانشگاه از اتباع خارجی هستند، و از ۵۰ کشور دنیا در این دانشگاه مشغول کار و تدریس هستند.
سیتی ارتباطات قوی با سیتی لندن دارد و شهردار لندن به عنوان رئیس دانشگاه عمل می‌کند. این دانشگاه به شش مدرسه تقسیم شده است، که در آن حدود چهل بخش و مرکز آکادمیک وجود دارد، از جمله بخش خبرنگاری، دانشکده تجارت بِیز (پیش از این مدرسه تجارت کَس)، و دانشکده حقوق سیتی که اینس آف کورت را در خود جای داده است.

## دانشکده تجارت بِیز
دانشکده تجارت بِیز، که پیش از این به نام دانشکده تجارت کَس شناخته می‌شد، دانشکده تجارت سیتی، دانشگاه لندن است و در منطقه سنت لوک، شمال شهر لندن قرار دارد. این دانشکده در سال ۱۹۶۶ تأسیس شد و به طور مداوم به عنوان یکی از دانشکده های تجارت برتر در بریتانیا رتبه‌بندی می‌شود.
دانشکده تجارت بِیز به سه دانشکده علم اقتصادی و بیمه، امورمالی، و مدیریت تقسیم شده است. این مدرسه مدرک BSc (Hons)، MSc، MBA، و PhD اعطا می‌کند و یکی از حدود ۱۰۰ مدرسه در سطح جهانی است که توسط AMBA در بریتانیا، EQUIS در اروپا، و AACSB در ایالات متحده تاییدیه سه‌گانه دارد.

### تاریخچه
دانشکده تجارت دانشگاه سیتی در سال ۱۹۶۶ به عنوان بخشی از دانشگاه سیتی، لندن تأسیس شد. مدرک کارشناسی ارشد (MSc) در علوم اداری این مدرسه از سال ۱۹۶۷ آغاز شد و در سال ۱۹۷۹ به MBA تغییر یافت.
در سال ۲۰۰۲، پس از یک کمک مالی از بنیاد سر جان کَس، مدرسه به محل جدیدی در شهرداری ایزلینگتون لندن منتقل شد و نام آن به دانشکده تجارت کَس تغییر یافت.
این بخشی از یک طرح توسعه توسط لرد کوری از مریلبون بود، که از سال قبل رئيس دانشکده بود، برای رقابت به عنوان یک دانشکده تجارت بین‌المللی در یک بازار که توسط دانشگاه‌های آمریکایی حاکم بود.
به دلیل ارتباطات جان کَس با برده‌داری، نام دانشکده در تاریخ ۶ سپتامبر ۲۰۲۱ به دانشکده تجارت بِیز تغییر یافت، نامگذاری شده به نام توماس بِیز، یک کشیش پروتستانت و ریاضیدان که بیشترین شهرت او در کار پایه‌ای در احتمال شرطی است.

## دانشکده حقوق سیتی
دانشکده حقوق سیتی یکی از پنج دانشکده دانشگاه سیتی، لندن است. در سال ۲۰۰۱، مدرسه حقوق اینز آو کورت به بخشی از دانشگاه سیتی تبدیل شد و اکنون به عنوان دانشکده حقوق سیتی شناخته می‌شود. تا سال ۱۹۹۷، این مدرسه انحصار در ارائه دوره آموزش حرفه‌ای برای وکلای آینده در انگلستان و ولز را داشت.
از سپتامبر ۲۰۲۱، ساختمان جدیدی برای دانشکده حقوق سیتی نزدیک محوطه اصلی دانشگاه توسعه یافت. دانشکده حقوق سیتی آموزش حقوقی در تمام مراحل را ارائه می‌دهد، از جمله یک برنامه کارشناسی سه ساله حقوق (LLB)، یک برنامه درجه کارشناسی ورودی فارغ التحصیل دو ساله، کارشناسی ارشد حقوق (LLM) و دوره دیپلم فارغ‌التحصیلی در حقوق (GDL) که قبلاً به عنوان آزمون حرفه‌ای مشترک شناخته می‌شد. (GDL) در سراسر کشور به عنوان یکی از دوره‌های دیپلم معتبر برای فارغ‌التحصیلان غیرحقوقی شهرت دارد. مدرسه همچنین دوره آموزش حرفه‌ای حقوق (LPC) را برای وکلای آینده آموزش می‌دهد. در سال ۲۰۰۷، از جامعه حقوقی انگلستان و ولز برای تامین آموزش علمی خود، بالاترین درجه را دریافت کرد.
تقریباً ۱۶۰۰ دانشجو هر سال در مدرسه حقوق شهر ثبت‌نام می‌کنند.
هربرت هنری آسکویت، نخست وزیر بریتانیا از سال ۱۹۰۸ تا ۱۹۱۶، از مدرسه حقوق دیوان‌های محکمه (Inns of Court School of Law) فارغ‌التحصیل شده است. آسکویت اولین فرد از میان رهبران جهانی بود که از آنچه اکنون به نام دانشکده حقوق سیتی شناخته می‌شود، عبور کرده است. این لیست شامل نام‌هایی چون مهاتما گاندی، کلمنت اتلی، جواهرلال نهرو، مارگارت تچر و تونی بلر نیز می‌شود.